# Grönländische Fußballmeisterschaft 1996
Die Grönländische Fußballmeisterschaft 1996 war die 34. Spielzeit der Grönländischen Fußballmeisterschaft.
Meister wurde zum dritten Mal in vier Jahren B-67 Nuuk.

## Teilnehmer
Folgende Mannschaften nahmen an der Schlussrunde teil:
- Disko-76 Qeqertarsuaq
- N-48 Ilulissat
- Kugsak-45 Qasigiannguit
- B-67 Nuuk
- NÛK
- Nagtoralik Paamiut
- K-33 Qaqortoq
- ATA Tasiilaq

## Modus
Es ist nur die Schlussrunde überliefert. An dieser nahmen in diesem Jahr acht Mannschaften in zwei Vierergruppen teil. Anschließend folgte wie üblich eine K.-o.-Runde.

## Ergebnisse

### Vorrunde
Die Spiele fanden in Nuuk statt.
Gruppe A
| Pl. | Verein                | Sp. | S | U | N | Tore    | Punkte |
| --- | --------------------- | --- | - | - | - | ------- | ------ |
| 1.  | NÛK                   | 3   | 3 | 0 | 0 | 015:400 | 09     |
| 2.  | Disko-76 Qeqertarsuaq | 3   | 2 | 0 | 1 | 009:500 | 06     |
| 3.  | ATA Tasiilaq          | 3   | 1 | 0 | 2 | 008:110 | 03     |
| 4.  | Nagtoralik Paamiut    | 3   | 0 | 0 | 3 | 004:160 | 0      |

| Datum           |                       | Ergebnis  |                       |
| --------------- | --------------------- | --------- | --------------------- |
| 26. August 1996 | ATA Tasiilaq          | 2:4 (2:1) | Disko-76 Qeqertarsuaq |
| 26. August 1996 | Nagtoralik Paamiut    | 1:8 (0:4) | NÛK                   |
| 27. August 1996 | ATA Tasiilaq          | 4:3 (2:1) | Nagtoralik Paamiut    |
| 27. August 1996 | Disko-76 Qeqertarsuaq | 1:3 (0:1) | NÛK                   |
| 28. August 1996 | ATA Tasiilaq          | 2:4       | NÛK                   |
| 28. August 1996 | Disko-76 Qeqertarsuaq | 4:0       | Nagtoralik Paamiut    |

Gruppe B
| Pl. | Verein                  | Sp. | S | U | N | Tore    | Punkte |
| --- | ----------------------- | --- | - | - | - | ------- | ------ |
| 1.  | B-67 Nuuk               | 3   | 3 | 0 | 0 | 013:400 | 09     |
| 2.  | Kugsak-45 Qasigiannguit | 3   | 2 | 0 | 1 | 008:600 | 06     |
| 3.  | K-33 Qaqortoq           | 3   | 1 | 0 | 2 | 009:900 | 03     |
| 4.  | N-48 Ilulissat          | 3   | 0 | 0 | 3 | 003:140 | 0      |

| Datum           |                | Ergebnis  |                         |
| --------------- | -------------- | --------- | ----------------------- |
| 26. August 1996 | N-48 Ilulissat | 1:5 (0:3) | B-67 Nuuk               |
| 26. August 1996 | K-33 Qaqortoq  | 2:3 (2:1) | Kugsak-45 Qasigiannguit |
| 27. August 1996 | N-48 Ilulissat | 1:4 (0:1) | K-33 Qaqortoq           |
| 27. August 1996 | B-67 Nuuk      | 3:0 (0:0) | Kugsak-45 Qasigiannguit |
| 28. August 1996 | N-48 Ilulissat | 1:5       | Kugsak-45 Qasigiannguit |
| 28. August 1996 | B-67 Nuuk      | 5:3       | K-33 Qaqortoq           |

### Platzierungsspiele
Halbfinale
| Datum           |           | Ergebnis |                         | Ort  |
| --------------- | --------- | -------- | ----------------------- | ---- |
| 30. August 1996 | NÛK       | 0:2      | Kugsak-45 Qasigiannguit | Nuuk |
| 30. August 1996 | B-67 Nuuk | 7:0      | Disko-76 Qeqertarsuaq   | Nuuk |

Spiel um Platz 7
| Datum           |                    | Ergebnis |                | Ort  |
| --------------- | ------------------ | -------- | -------------- | ---- |
| 31. August 1996 | Nagtoralik Paamiut | 1:5      | N-48 Ilulissat | Nuuk |

Spiel um Platz 5
| Datum           |              | Ergebnis |               | Ort  |
| --------------- | ------------ | -------- | ------------- | ---- |
| 31. August 1996 | ATA Tasiilaq | 4:6      | K-33 Qaqortoq | Nuuk |

Spiel um Platz 3
| Datum             |     | Ergebnis |                       | Ort  |
| ----------------- | --- | -------- | --------------------- | ---- |
| 1. September 1996 | NÛK | 0:2      | Disko-76 Qeqertarsuaq | Nuuk |

Finale
| Datum             |           | Ergebnis  |                         | Ort  |
| ----------------- | --------- | --------- | ----------------------- | ---- |
| 1. September 1996 | B-67 Nuuk | 6:3 (0:1) | Kugsak-45 Qasigiannguit | Nuuk |